# 317P/WISE
317P/WISE, komet Jupiterove obitelji, objekt blizu Zemlji